# まだ君は知らない MY PRETTIEST GIRL
「まだ君は知らない MY PRETTIEST GIRL」（まだきみはしらない まい　ぷりていすと がーる）は、西島隆弘のソロ名義「Nissy」の6thシングル。2016年8月24日に発売。mu-moショップ限定発売。

## 解説
2016年第1弾シングル。PVでは、本曲とカップリングの「ハプニング」とともにフジテレビ月曜9時枠の連続ドラマ『いつかこの恋を思い出してきっと泣いてしまう』で共演した有村架純が出演した。PVの内容は有村演じるカフェで働く彼女と付き合っている彼氏役で出演している。2曲とも男性目線のラブソングになっており、ピンキーダンスと言う小指を使ったダンスを一緒に踊っている。
また、2016年12月18日にYouTubeのavexチャンネルで公開された動画では、今年一年一緒に取り組んだスタッフやファン、メンバーへの感謝も交えながらサンタ姿で本曲のクリスマスヴァージョンを披露した。

## 収録曲

### CD
1. まだ君は知らない MY PRETTIEST GIRL [4:24]
（作詞：宏実 / 作曲：HENRIK Nordenback・SIRIUS・Sebastian Zelle）
2. ハプニング [4:39]
（作詞：Taiki Kudo / 作曲：Taiki Kudo・Ikki Hatanaka）
3. Aquarium [4:22]
（作詞：Takahiro Nishijima・宏実 / 作曲：SIRIUS・MoonChild・BIG-F）
4. Double Trouble [4:00]
（作詞：Taiki Kudo / 作曲：HENRIK Nordenback・MoonChild・BIG-F）
5. まだ君は知らない MY PRETTIEST GIRL（Instrumental）[4:20]
6. ハプニング（Instrumental）[4:39]
7. Aquarium（Instrumental）[4:22]
8. Double Trouble（Instrumental）[3:55]

### DVD
1. まだ君は知らない MY PRETTIEST GIRL
2. ハプニング
3. まだ君 & ハプニング Music Video Making
4. ピンキーダンス♪覚えてくれたら嬉しいな☆振り映像